# La Tortue
Die La Tortue (französisch für Die Schildkröte) ist eine kleine Felseninsel im Géologie-Archipel vor der Küste des ostantarktischen Adélielands. Sie liegt nördlich der Rostand-Insel in der Anse du Pré.
Französische Wissenschaftler benannten sie 1977 deskriptiv.